# プエブロ・ホーベン
プエブロ･ホーベン(Pueblo joven)とは主に開拓の進んでいない村のことである。主な特徴としては
- 通常はレンガ造りである家屋がプエブロ･ホーベンでは藁作りが目立つ。
- 道路は無く地面が剥き出しのままである。そのため雨が降ると泥だらけになり、地面が乾くのに時間がかかる。
- まだいくつかのプエブロ･ホーベンには水と電気が行き渡っていない。
- 村では貧困が目立つ。